# 昆明駅
昆明駅（こんめいえき/簡体字: 昆明火车站）は、中華人民共和国雲南省昆明市官渡区にある中国国家鉄路集団（CR）昆明局が管轄する駅である。
本項では、近接する昆明軌道交通の昆明火車站駅（こんめいかしゃえき）についても記述する。

## 乗り入れ路線
中国国家鉄路集団
南昆旅客専用線:本駅が終点、南寧駅起点より715.8km
滬昆線（元貴昆線）：本駅が終点、上海南駅起点より2660km、貴陽駅より639km
南昆線：本駅が終点、南寧駅起点より828km
成昆線：本駅が終点、成都駅起点より1,100km
昆明軌道交通
■1号線

## 歴史
- 1958年 - 成昆線の建設に伴い建設開始。
- 1966年3月 - 貴昆線が開通した。
- 1970年7月1日 - 成昆線が全線開通した。
- 1997年3月 - 南昆線が開通した。
- 2003年
  - 詳細時期不明 - 内昆線が開通した。
  - 7月 - 古い駅舎を撤去して新しい駅舎が完成した[1]。
- 2005年3月 - 駅前広場の改造が終了した[2]。
- 2007年1月 - 南側の駅舎が完成し、中国西南部で初めての両面駅舎となった[3]。
- 2014年
  - 3月1日 - 暴力テロ事件が発生した。
  - 4月30日 - 昆明軌道交通1号線の駅が開業。

## 駅構造

### 中国国家鉄路集団
単式ホーム2面、島式ホーム4面を持ち、12本の線路がある地上駅である。中国の駅にしては珍しく線路を挟んで駅舎が両側にある。

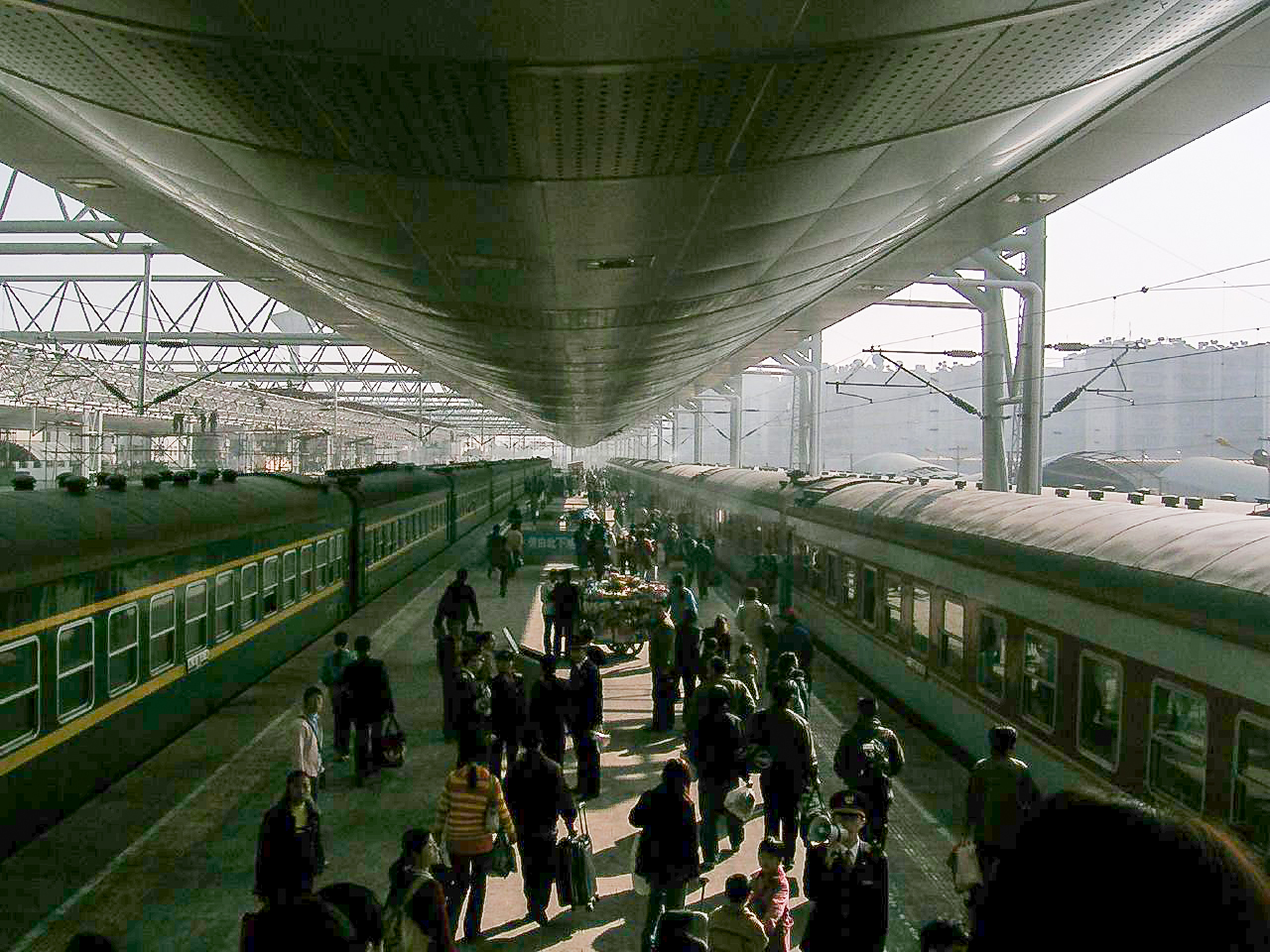
プラットホーム

## 利用状況
本駅は成昆線、貴昆線、南昆線、内昆線の旅客、貨物を扱う一等駅である。2009年3月現在、86本の旅客列車が発着し、その全てが始発列車または終着列車である。

## 駅周辺
- 鉄道駅長距離バスターミナル（火車站長途汽車客運站）
- 昆明バスターミナル（昆明汽車客運站）
- 錦江大飯店

## 隣の駅
中国鉄路総公司
南昆旅客専用線
昆明西駅 - 昆明駅
滬昆線（貴昆線）
昆明東駅 - 昆明駅
南昆線
石林駅 - 昆明駅
成昆線
昆明西駅 - 昆明駅
昆明軌道交通
■1号線
環城南路駅 - 昆明火車站駅 - 福徳駅
■2号線
環城南路駅 - 昆明火車站駅 - 南壩駅(未開業)